# Edward Kot
Edward Kot (ur. 18 grudnia 1949 w Opolu) – polski piłkarz grający na pozycji pomocnika, trener.

## Kariera piłkarska
Edward Kot systematyczne treningi rozpoczął w 1966 roku. Potem grał w latach 1967–1968 w juniorach Odry Opole, z którymi w 1968 roku zdobył mistrzostwo Polski juniorów. Potem w ramach odbycia służby wojskowej przeszedł do Stali Brzeg, skąd w 1970 roku przeszedł do Śląska Wrocław. Następnie został zawodnikiem Górnika Radlin, z którym był bliski awansu do II ligi. W 1971 roku wrócił do Odry Opole, gdzie przez wiele lat występował na pierwszoligowych i drugoligowych boiskach wraz z braćmi: Antonim i Karolem. Z Odry Opole odszedł po wywalczeniu przez nią awansu do ekstraklasy w sezonie 1975/1976 i przeszedł do Małejpanwi Ozimek, w której występował do 1978 roku. Następnie wyjechał do Niemiec, gdzie grał w KSV Baunatal, potem w Hessen Kassel, gdzie w 1981 roku z powodu kontuzji musiał zakończyć zawodową karierę piłkarską.

## Kariera trenerska
Edward Kot w latach 1982–1990 był grającym trenerem amatorskich zespołów niemieckich, a po zakończeniu aktywnej gry w piłkę prowadził drużyny w niemieckiej A-klasie.

## Życie prywatne
Edward Kot jest bliźniakiem Karola Kota i młodszym bratem Antoniego, a także stryjem Damiana Kota.

## Sukcesy zawodnicze

### Odra Opole
- wicemistrz Polski juniorów: 1968
- awans do ekstraklasy: 1976